# Fjodor Wassiljew (Bauer)
Fjodor Wassiljew (russisch Фёдор Васильев, wiss. Transliteration Fëdor Vasilʹev; * um 1707 in Schuja; † nach 1782) war ein russischer Bauer und vielfacher Vater von Mehrlingen mit seiner ersten wie auch seiner zweiten Frau. Er soll mit seiner ersten Frau 69 Kinder gezeugt haben. Im Verlauf von 27 Schwangerschaften seien viermal Vierlinge, siebenmal Drillinge und 16-mal Zwillinge geboren worden.
Das Nikolski-Kloster in Schuja, wo die Geburten registriert waren, unterrichtete am 27. Februar 1782 die Regierung in Moskau. Dem Bericht zufolge heiratete Wassiljew ein zweites Mal und zeugte weitere 18 Kinder; dieses Mal kamen bei acht Schwangerschaften zweimal Drillinge und sechsmal Zwillinge zur Welt. Zum Zeitpunkt des Berichts (1782) war der 75-jährige Wassiljew bei „bester Gesundheit“ und prahlte mit seinen 87 Kindern. 1783 berichtete das Londoner Gentleman’s Magazine über Wassiljew. Da Wassiljew sowohl mit seiner ersten als auch seiner zweiten Frau Mehrlinge gezeugt haben soll, kam das Gentleman’s Magazine zu dem Schluss, dass die außerordentliche Fruchtbarkeit eher auf ihn als auf seine Ehefrauen zurückzuführen sein dürfte. Biologisch ist dies allerdings ausgeschlossen, da nichteineiige Mehrlingsschwangerschaften immer von der Frau ausgehen und bislang keine Abhängigkeit zwischen eineiigen Mehrlingsschwangerschaften und der Genetik der Eltern bekannt ist.
Wassiljews Kinderreichtum fand auch Eingang in das Guinness-Buch der Rekorde. Der Wahrheitsgehalt der Berichte wurde jedoch in Fachpublikationen wiederholt angezweifelt. Julia Bell lässt 1933 in Biometrika die Frage offen, ob der Rekord anzuerkennen sei, wobei sie sich unter anderem auf den Versuch einer Verifikation durch die Pariser Académie des sciences aus den 1870er Jahren bezieht. Dabei wurden keine verwertbaren Resultate erzielt, da den Vertretern der Académie von der angefragten Russischen Akademie der Wissenschaften nur beschieden wurde, dass eine Untersuchung überflüssig sei, da in Moskau immer noch Familienmitglieder lebten.